# Henri Martin (dompteur)
Pour les articles homonymes, voir Martin et Henri Martin.

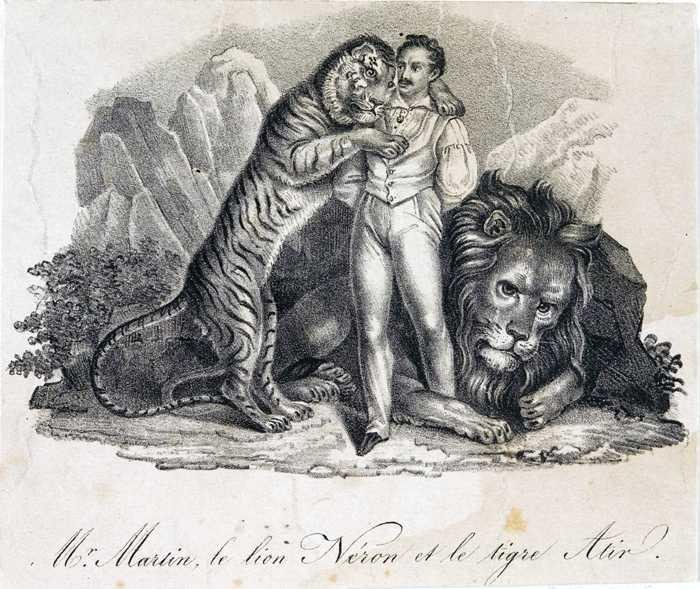
Henri Martin avec ses animaux.

Henri Martin, né à Marseille le 10 janvier 1793 et mort à Rotterdam le 8 avril 1882, est l'un des premiers dompteurs de fauves et le fondateur du Zoo de Rotterdam en 1857,,.

## Enfance
Henri est le fils de M. Martin qui à cette époque dirigeait une fabrique de pâtes alimentaires. À la suite de difficultés, M. Martin décide de se rendre en Italie chez son ex-compagnon d'armes, Masséna, qui allait devenir maréchal de France et duc de Rivoli. 

## Le dompteur de fauves
Le 24 décembre 1819, le dompteur français Henri Martin entra dans une cage de la ménagerie foraine néerlandaise Van Aken avec le tigre Atyr à Nuremberg, en Bavière.
Dans le troisième Cirque olympique à Paris, la création en 1831 de la pantomime à grand spectacle Les Lions de Mysore marqua l'avènement du domptage au cirque. Le dompteur Henri Martin fut engagé, avec ses fauves (ses lions Néron et Cobourg, son tigre Atyr), par les frères Franconi qui montèrent pour lui cette pantomime dans laquelle les félins du dompteur marseillais étaient présentés derrière un treillage placé sur le devant de la scène.
Henri Martin est notamment mentionné dans la nouvelle de Balzac, Une passion dans le Désert, comme dompteur de fauves.

## Le fondateur du zoo de Rotterdam
La Société zoologique de Rotterdam a fait appel au célèbre dompteur Henri Martin pour fonder son jardin zoologique en 1857. Il en fut le premier directeur,.